# Hannes Hafstein

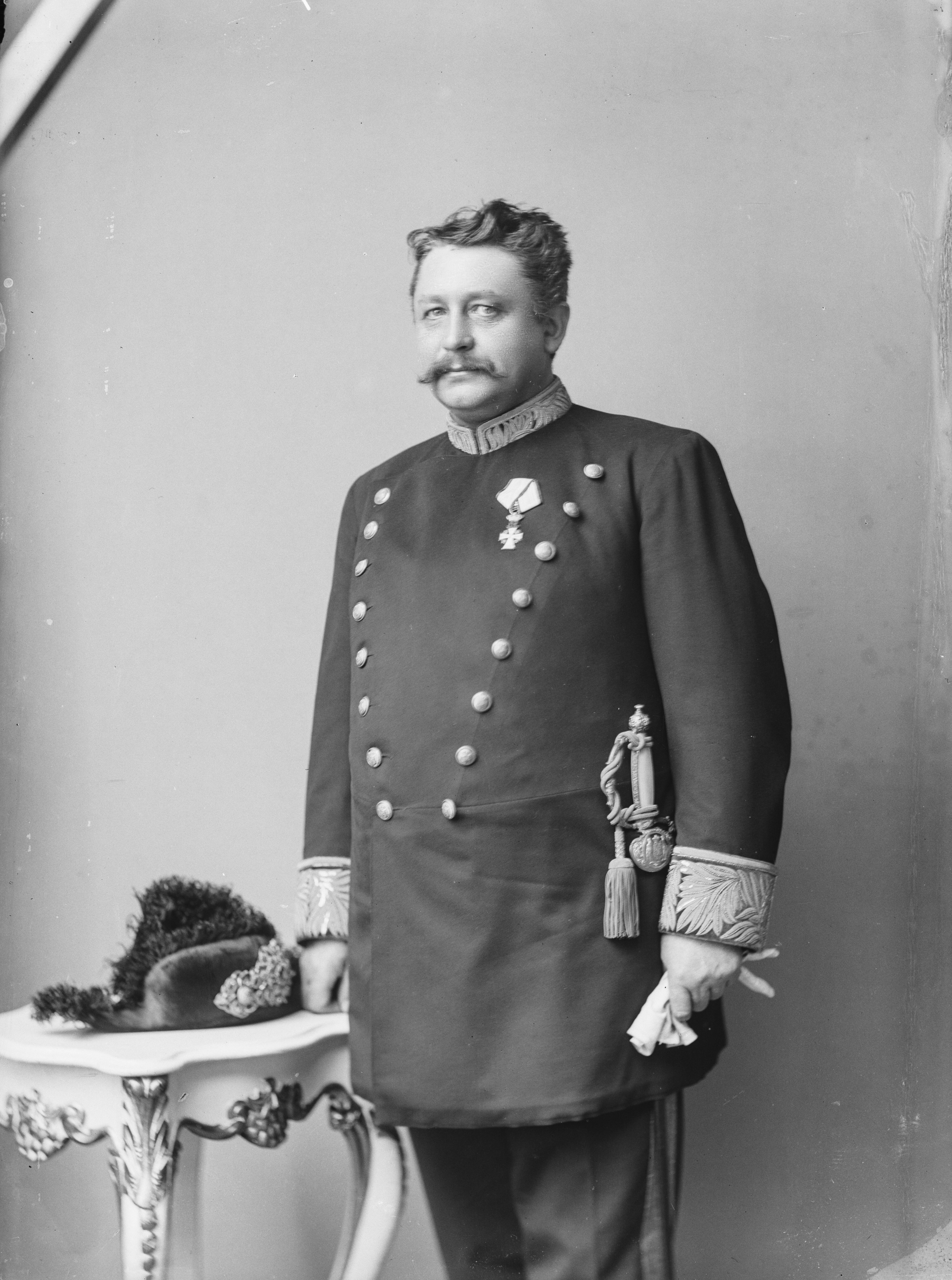
Hannes Þórður Pétursson Hafstein

Hannes Þórður Pétursson Hafstein (4 de dezembro de 1861 – 13 de dezembro de 1922) foi um político islandês. Ocupou o cargo de Primeiro-ministro da Islândia por duas vezes, sendo a primeira de 1 de fevereiro de 1904 até 31 de março de 1909 e a segunda de 25 de julho de 1912 até 21 de julho de 1914.

## Biografia
Hannes nasceu na fazenda Möðruvellir no vale de Hörgárdalur. Seus pais eram Pétur Havstein (17 de fevereiro de 1812 - 24 de junho de 1875), governador do Norte e Leste da Islândia e Kristjana Gunnarsdóttir Havstein (20 de setembro de 1836 - 24 de fevereiro de 1927), irmã do primeiro presidente de banco da Islândia, Tryggvi Gunnarsson.
Ele obteve o certificado de conclusão do ensino fundamental nacional (stúdentspróf) em 1880 e se formou em direito (segunda classe inferior) pela Universidade de Copenhague em 1886. Foi membro da Alþingi em 1900-1901, 1903-1915 e 1916-1922, e participou de sua última reunião lá em 1917.
Ele foi proposto como primeiro-ministro para a Islândia em 31 de janeiro de 1904 a partir de 1 de fevereiro de 1904, e ele serviu como tal até 31 de março de 1909. Em seguida, ele se tornou o diretor-gerente do Banco da Islândia. Em 1912, foi eleito presidente da Câmara - Althingi, antes de se tornar Ministro da Islândia pela segunda vez, de 24 de julho de 1912 a 21 de julho de 1914, quando se tornou diretor administrativo novamente. Em 1917, seu declínio de saúde o forçou a renunciar às suas funções.
Hannes Hafstein morreu em Reykjavík em 13 de dezembro de 1922.
Como poeta, Hannes Hafstein escreveu principalmente na tradição romântica nacional, muitas vezes com um toque humorístico, até mesmo satírico. Seus poemas - como o próprio Hannes - eram muito populares entre o povo islandês.